# Santa Teresa Gallura
Santa Teresa Gallura (en sarde Lungone, en gallurais Lungoni) est une commune italienne de la province de Sassari, en Sardaigne, dans la région de Gallura.

## Géographie

### Situation

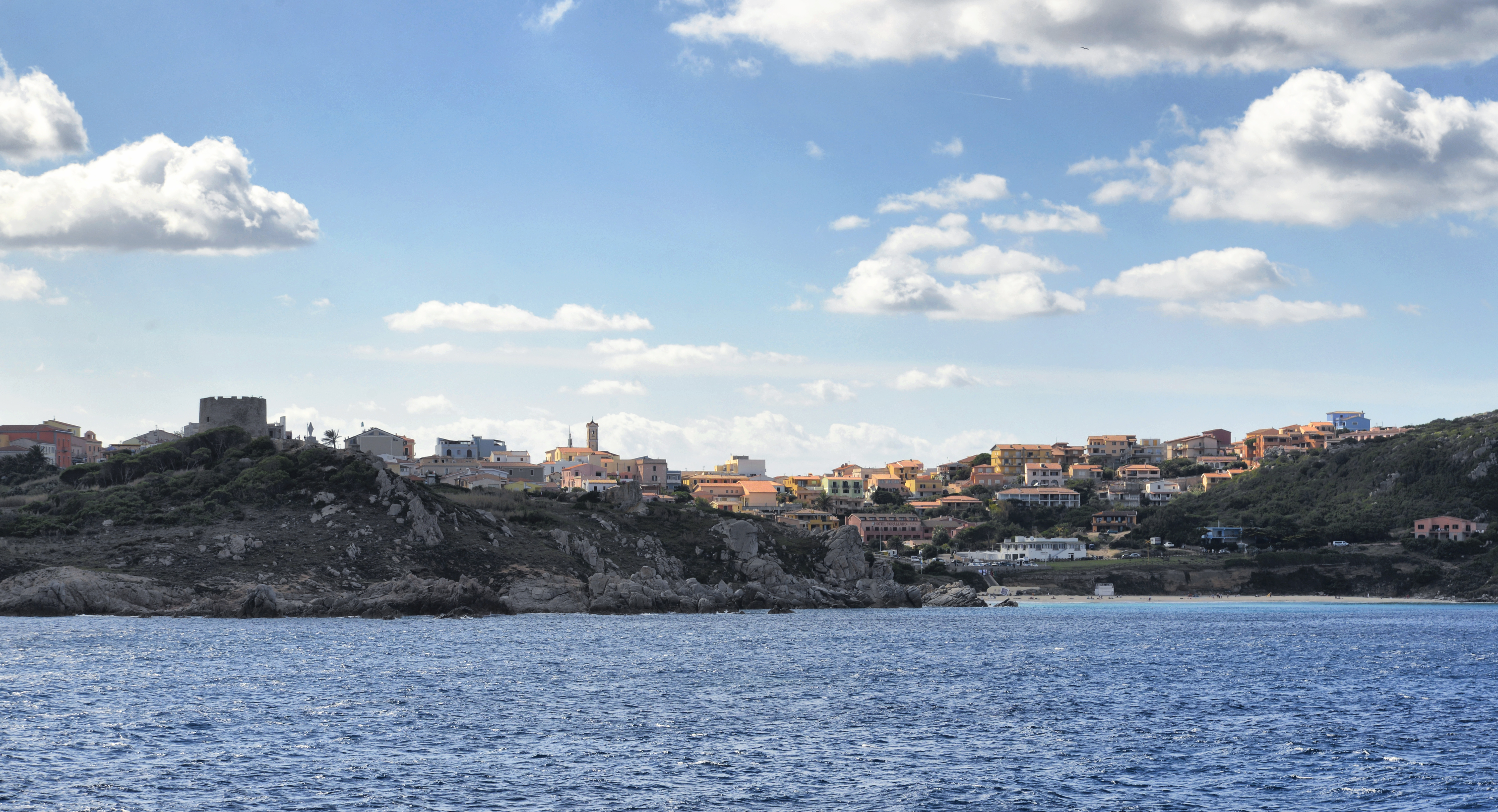
Panorama de Santa Teresa Gallura.

Santa Teresa Gallura est située à l'extrémité nord de la Sardaigne, distante de 13,5 kilomètres en face de Bonifacio en Corse dont elle est séparée par les bouches de Bonifacio. Elle est à l'ouest des îles de l'archipel de La Maddalena. La superficie de la commune est de 102 km2.
Les communes attenantes à Santa Teresa Gallura sont Aglientu, Palau et Tempio Pausania.

### Hameaux de la commune

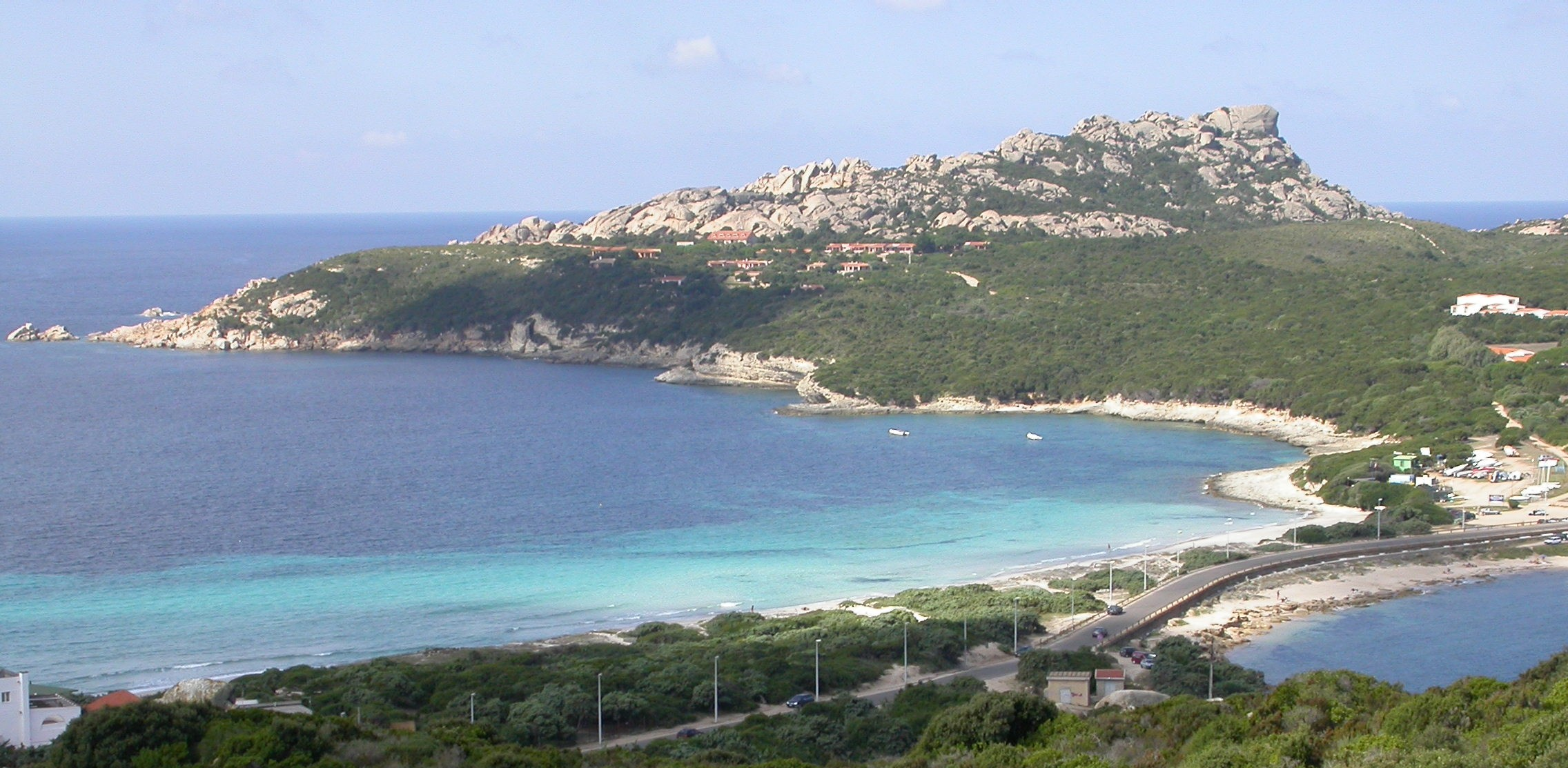
Le Capo Testa.

Les principaux lieux-dits de la commune sont les frazione d'Isola di Culuccia et de Capo Testa.

## Histoire

### Préhistoire

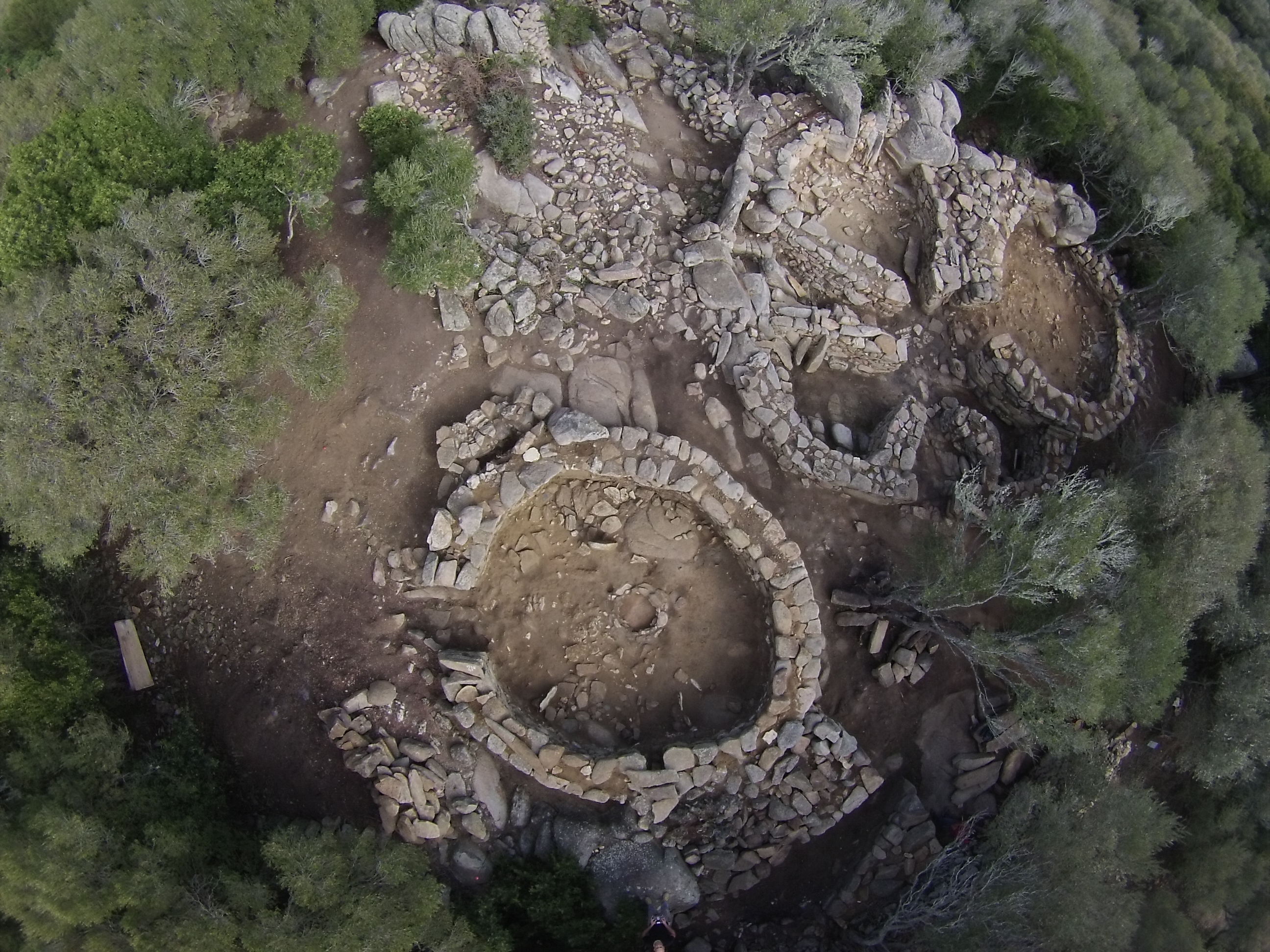
Nuraghe Lu Brandali.

Le territoire est habité par l’homme depuis la préhistoire, comme en témoigne la présence de nuraghes et de tombes des géants.

### Période romaine
Après la guerre des mercenaires, la ville qui appartenait à Carthage intègre l'empire romain (Corse-Sardaigne). Santa Teresa Gallura, anciennement nommée Longonsardo, est un port de grande importance due au granit extrait dans les environs qui était transporté à Rome. Ces prémisses rendent plausible que l’ancienne ville sarde de Tibula (en) était située dans la région. Les carrières de Capo Testa ont fourni du granit pour la cathédrale et le baptistère de Pise et peut être pour le Panthéon de Rome.

### Moyen Âge

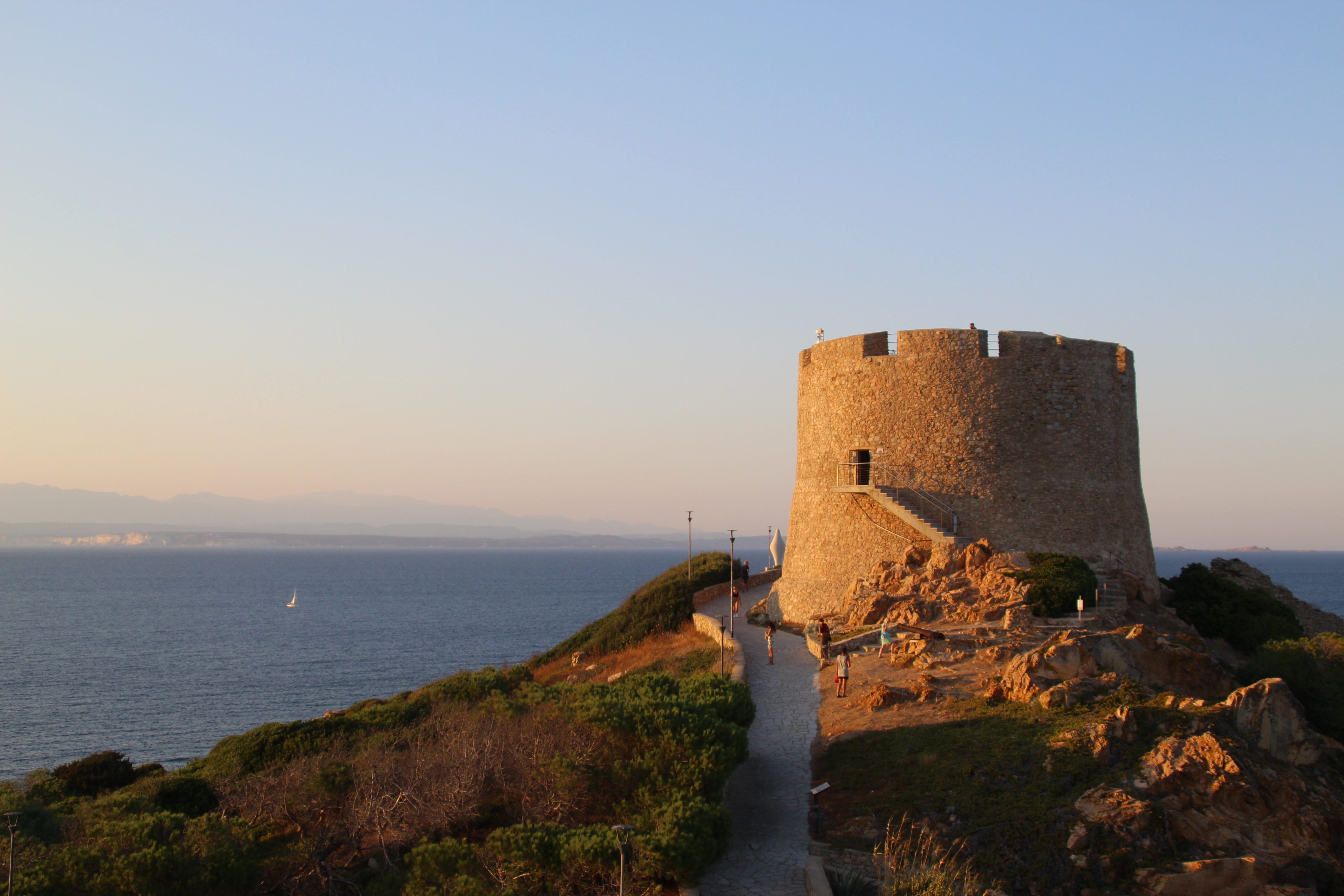
Tour de Longonsardo.

Le village de Longonsardo est probablement fondé par des marchands pisans au XIIe siècle pour encourager le commerce local. Au XIVe siècle, peu après la conquête de l’île, les Aragonais construisent un nouveau château, qui est ensuite longuement disputé pendant la guerre sarde-aragonaise (en). Après la fin des hostilités, le village et le château de Longonsardo sont donnés en fief à Ferrando de Castrillo. La situation dure jusqu’en 1442, date à laquelle Longonsardo est attaqué par les Génois dirigés par Francesco Spinola qui mettent à sac le château et le village.
Le roi Philippe II d'Espagne fait construire la tour de Longonsardo en 1577 pour protéger la côte des pillages sarrasins et des berbères venus d'Afrique du Nord. La construction se termine en 1599.

### Période savoyarde

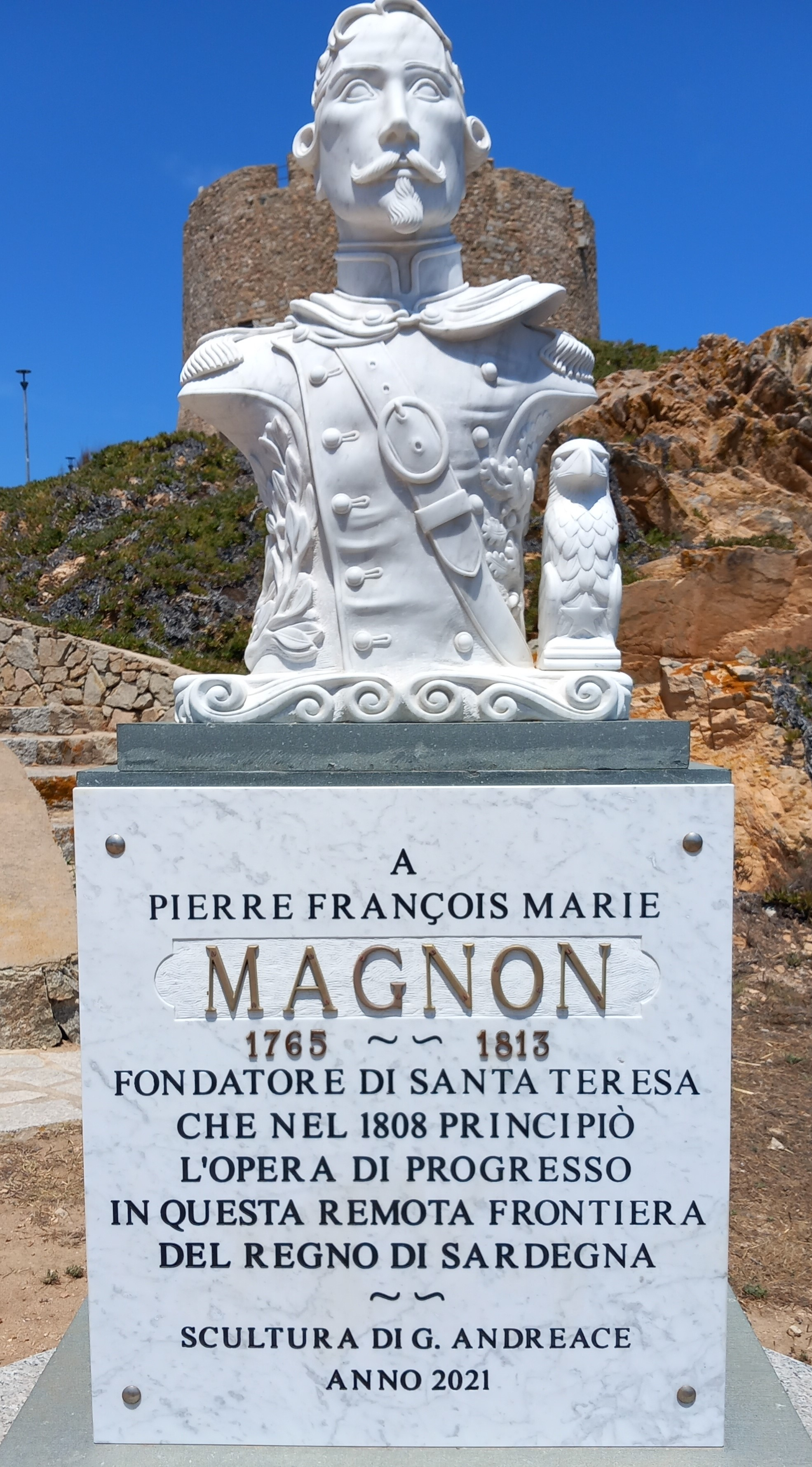
Statue de Francesco Maria Magnon.

Lorsqu’en 1720 l’île passa à la Savoie, Francesco Maria Magnon est envoyé comme commandant de la tour, qui comprit la nécessité de créer une ville près de la forteresse. 
En juin 1802, lors de l’insurrection anti-savoyarde visant à établir une république sarde-corse, la tour de Longonsardo est conquise par des rebelles émigrés sarde dirigés par le prêtre Francesco Sanna Corda. Peu de temps après, les troupes savoyardes contre-attaquent et, au cours des affrontements acharnés, submergent le prêtre, qui meurt au pied de la tour. À la fin de la bataille, l’armée du roi reprend le bâtiment et tous les émeutiers sont condamnés à mort.
Le 12 août 1808, un décret de Victor-Emmanuel I commence la fondation de Santa Teresa, c’est le roi lui-même qui conçoit le plan de la ville et décidé du nom en l’honneur de son épouse : la reine Marie-Thérèse d'Autriche-Este.

### Période italienne
Pendant la seconde guerre mondiale, la Sardaigne accueille l'aviation allemande et italienne. Après le 8 septembre 1943, les soldats allemands sont évacués en Corse à cause des bombardements alliés. La Sardaigne reste sous occupation américaine jusqu'à la fin de la guerre.

## Activités
Le village bénéficie de nombre d’endroits naturels à visiter et permet des excursions dans l’archipel de La Maddalena, non loin, pour les amateurs de la randonnée en Sardaigne.

## Administration
| Période                                  | Période       | Identité                 | Étiquette     | Qualité |
| ---------------------------------------- | ------------- | ------------------------ | ------------- | ------- |
| 23 avril 1995                            | 16 avril 2000 | Giovani Antonio Nicoli   | Liste civique |         |
| 17 avril 2000                            | 8 mai 2005    | Giovani Antonio Nicoli   | Liste civique |         |
| 9 mai 2005                               | 30 mai 2010   | Pierantonio Bardanzellu  | Liste civique |         |
| 31 mai 2010                              | 31 mai 2015   | Stefano Ilario Pisciottu | Liste civique |         |
| 31 mai 2015                              | En cours      | Stefano Ilario Pisciottu | Liste civique |         |
| Les données manquantes sont à compléter. |               |                          |               |         |

## Économie
L'économie actuelle de la ville est très orientée sur le tourisme saisonnier tant par sa position située à l'extrême nord de la Costa Smeralda (côte d'Émeraude) que son lien avec Bonifacio en Corse. Le port accueille en effet de nombreuses liaisons quotidiennes avec la Corse qui sont assurées par les compagnies Moby Lines et Blu Navy. Le port de plaisance abrite également des bateaux de tourismes et une petite activité locale de pêche côtière.
Le Sentiero Italia, chemin d'excursion pédestre italien, part de Santa Teresa Gallura.

## Culture

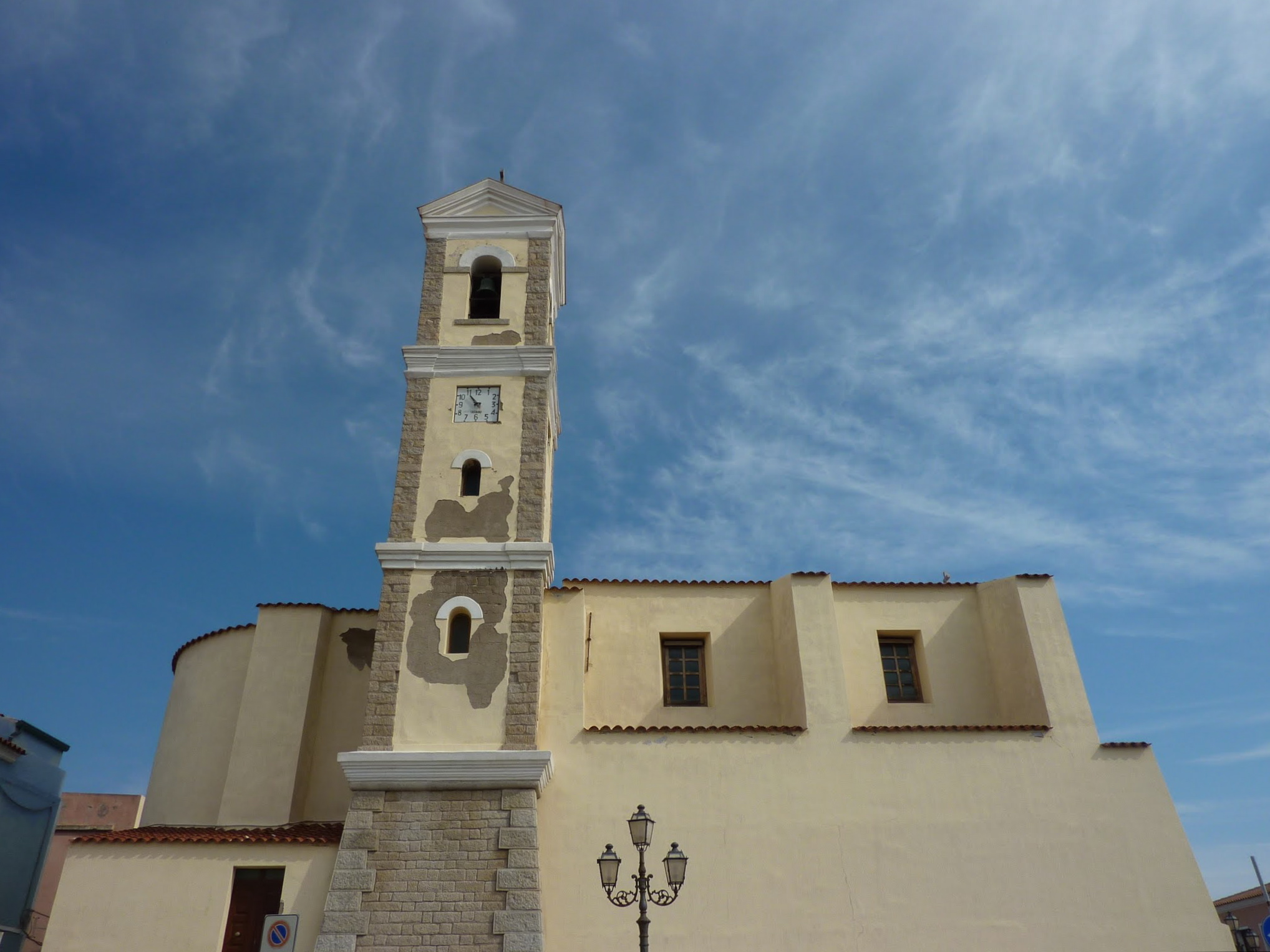
Église de Santa Teresa Gallura.

Au sud et à l'ouest de la ville se trouvent deux sites nuragiques secondaires : la Testa et Lu Brandali.

## Voies de communication et transports

### Accès routiers
Santa Teresa Gallura est la ville portuaire la plus septentrionale de la Sardaigne. Vers elle convergent deux axes routiers :
- la route nationale SS133bis venant du sud (Tempio Pausania) et du sud-est (Olbia) ;
- la route provinciale SP90 longeant le littoral nord-occidental venant de Castelsardo / Sassari.

### Transports

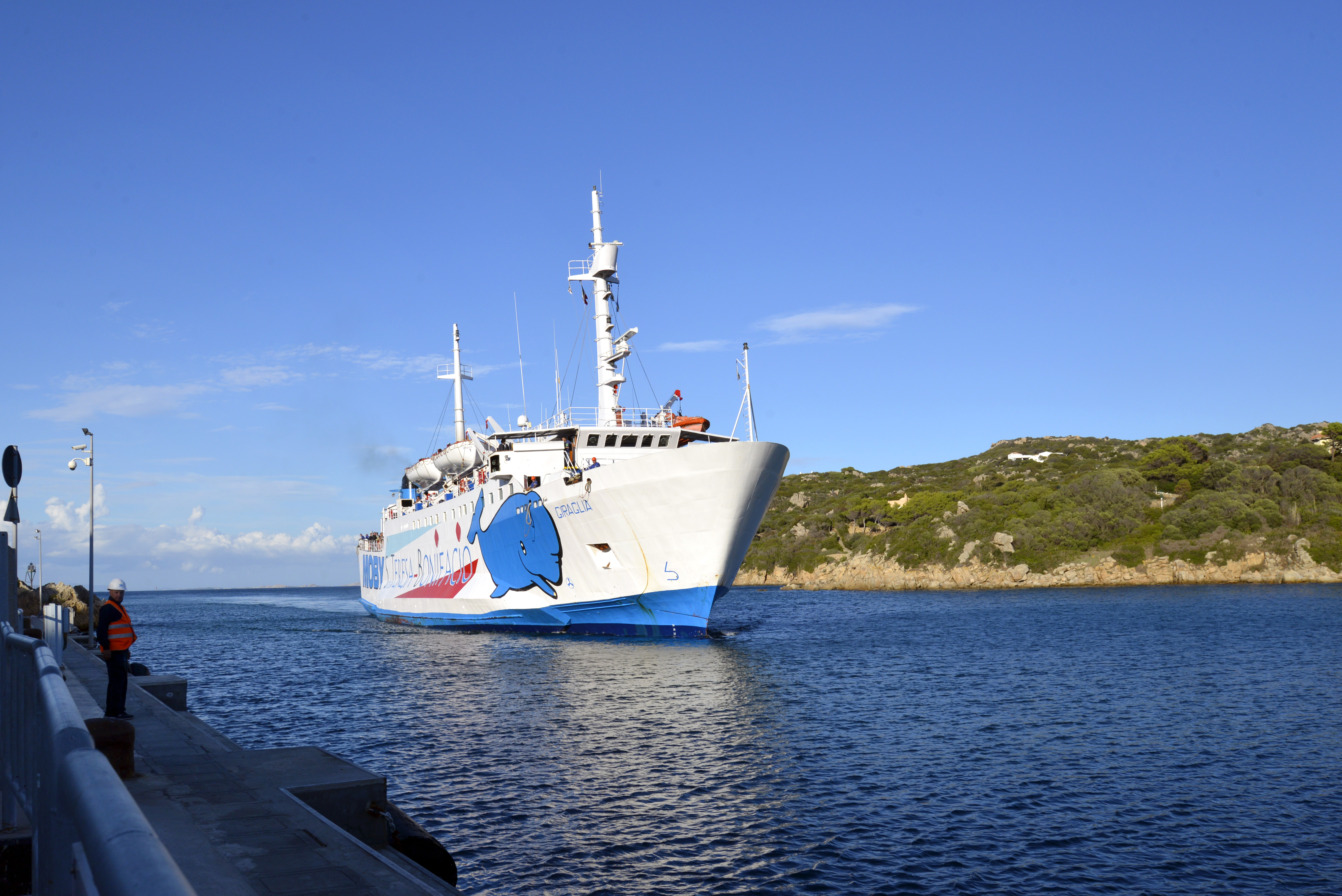
Le Giraglia entrant au port.

Santa Teresa Gallura est reliée à Bonifacio par de nombreuses rotations quotidiennes assurées par les ferries des compagnies Moby Lines et BluNavy. La traversée entre les deux ports dure une heure.